# مالاکان

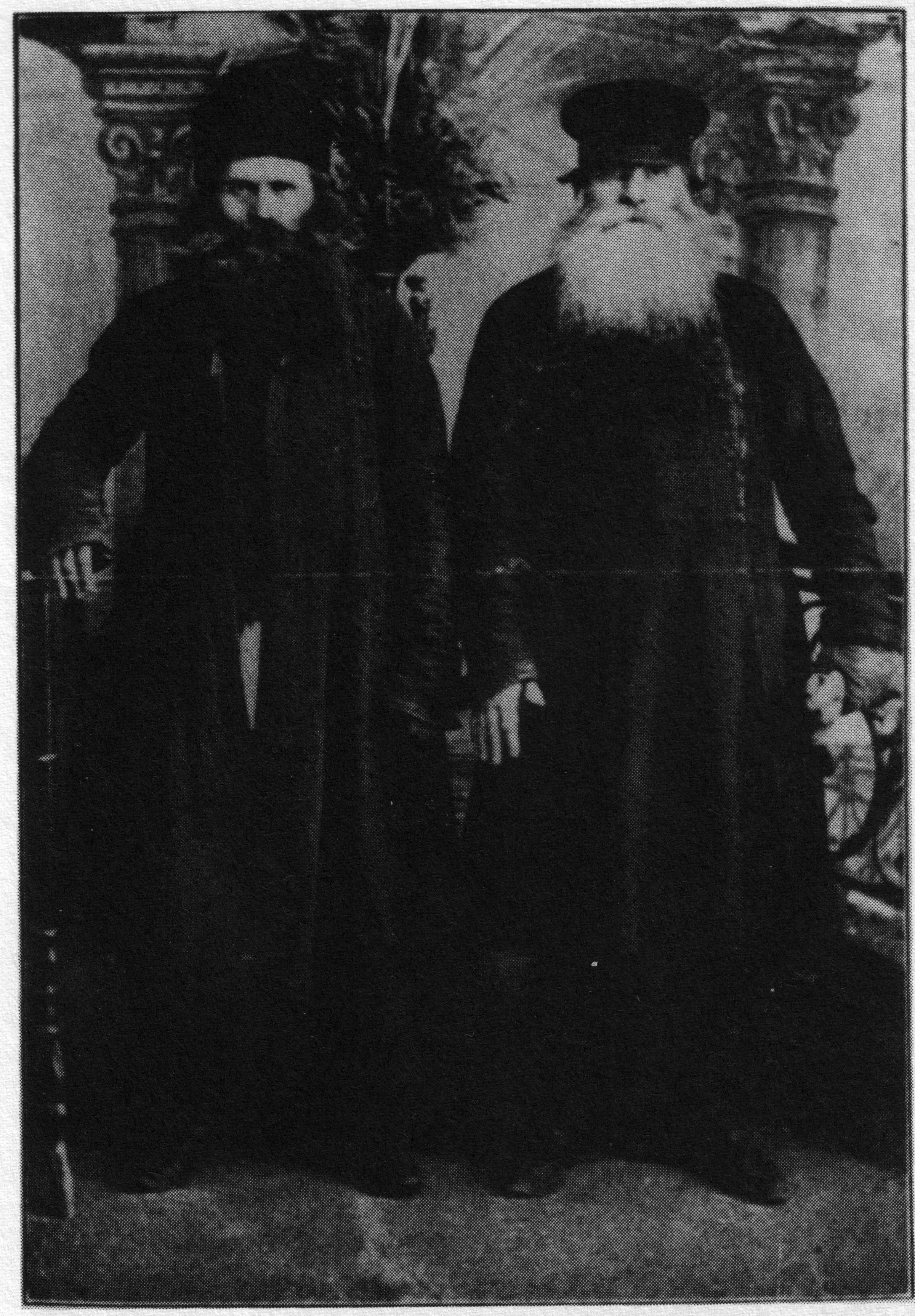
دو پیرمرد مالاکان

مالاکان یا مالاکُنها (به روسی: Молокане؛ به لاتین: Molokan؛ معنی: شیرخوارها) گروهی مذهبی هستند که ریشه در قرن ۱۱ میلادی دارد ولی هویت  آن به‌طور کلی در سده‌های ۱۷،۱۸ و ۱۹  شکل گرفت. این فرقه که از جنبش مسیحیت معنوی دهقانان روسی تکامل یافته و جدا شده از فرقهٔ دوخوبورها (Doukhobors)  است و پیروان این فرقه که حاضر به اطاعت از  کلیسای ارتدکس روسیه نشدند امروزه بیشتر  در روسیه، ارمنستان، ایالات متحده آمریکا، کانادا، مکزیک و جمهوری آذربایجان زندگی می‌کنند.

## تبار مالاکان‌ها
بیشتر مالاکان‌ها اصالتی روس دارند و بیشتر اجداد آن‌ها از روستاهای روس‌نشین هستند ولی ملیت‌های دیگر روسیه بزرگ نیز اجداد آن‌ها را تشکیل می‌دهند.

## پیشینهٔ مالاکانها
ریشهٔ عقاید مالاکان‌ها به قرن‌های بسیار قبل می‌رسد و اولین مبلغ رسمی و شهید آن ماتوی سیمونویچ دالماتوف (Matvei Simyonich Dalmatov) نام داشت که عقاید مالاکان‌ها را در میان خانواده و هم‌روستاییانش تبلیغ می‌کرد.  اما در سدهٔ هفدهم پس از اینکه جامعه روسیه به صورت علنی با سکولاریزم و پروتستانیزم غرب آشنا شده و به سوی مدرنیزه و سکولار شدن رفت و کلیسای ارتدکس نیز در مقابل این غربی شدن نرمش نشان می‌داد بسیاری از اسقف‌های متعصب شروع به مخالفت با کلیسای ارتدکس مرکزی کردند از جمله پیشگام‌های این جنبش‌ها می‌توان اسقف اعظم پاتریارک نیکون (Patriarch Nikon) و دیگری روحانی که مورد قبول مردم عادی بود کشیش اواکیوم (Avvakum) را نام برد. بیشتر انتقادات این دو روحانی در نرمش‌ها کلیسای مرکزی و سکولار شدن آن و بی‌توجهی به اصول اولیه و سستی و سکوت در مقابل سکولار شدن درباریان بود. این انتقادها باعث شکل‌گیری موج جدیدی در جامعه می‌شد که تمایلی به اسقف‌های کلیسای اصلی نداشتند و درباریان و اسقف‌های کلیسای مرکزی را مومن نمی‌دانستند. اقدامات دولت روسیه  روز به روز جامعهٔ مسیحیان متعصب را نسبت به کلیسا و امپراتوری بدبین می‌کرد. با حذف شدن شمایل و نقش‌های مذهبی از ادارات و جا گرفتن عکس‌های سزار و شاهدخت‌ها و اشراف زادگان به جای آن‌ها و مراسمی که از نظر مسیحیت سنتی گناه محسوب می‌شد و سکوت کلیسای ارتدکس، دیگر شکی در بین مردم مذهبی روسیه نگذاشت که پیروان کلیسای ارتدکس مسیحیان واقعی نیستند و کار به جایی رسید که بسیاری از این مردم از اینکه خود را ارتدکس و پیرو کلیسای ارتدکس  بدانند پرهیز کنند و این کار آن‌ها باعث برخوردهایی بین کلیسای ارتدکس و آن‌ها شد.
ادامهٔ این وضعیت باعث به وجود امدن  گروه‌های از جمله دوخوبورها (Doukhobors)  و سابوتینک‌ها (گروهی که تفاوت‌هایی با ارتدکس‌ها داشتند و مدتی نیز پیرو مالاکان‌ها شدند و برخلاف مسیحیان مانند یهودیان شنبه را تعطیل می‌دانند) و استاندیست‌ها و مالاکان‌ها (Malakans) و اسپریچوال‌ها و ..  شد. اعضای این گروه (مالاکان‌ها) ابتدا به «آسکونوکلاست» مشهور بودند و بعدها وقتی جوامعی از آن‌ها به صورت مستقل جدا شدند و برخلاف کلیسای ارتدکس که مراسم روزهٔ خاص خود را داشتند و در مراسم روزه از شراب استفاده می‌نمودند مراسم روزهٔ خود را وضع نمودند و به جای شراب از شیر و گوشت و سایر فراورده‌های معمولی دهقانان استفاده کردند  و به این دلیل به شیر خورها که به روسی  به مالاکان است مشهور شدند. به‌طور رسمی مالاکان‌ها از زمان خیاطی به نام اوکلین (Uklein) از ایالت  تابف (Tabof) که به فعالیت‌های مالاکان‌ها جنبه رسمی داد، بیشتر مطرح شدند. اوکلین که تحت تأثیر سخنرانی‌های کشیشان مذهبی و متعصب مخالف سکولاریزم دوخوبورها (که  کاکرهای روسی Russian Quakers نیز نامیده می‌شدند) قرار گرفته بود ولی بعدها  چون نمی‌توانست قبول کند که خدا در روح انسان وجود دارد و تنویر اندیشه‌های درونی انسان منبع اصل حقیقت دینی است از این فرقه جدا شد و به سمت مالاکان‌ها گروید. اوکلین که با کتاب مقدس  آشنا بود و با ادبیات ذهبی نیز آشنایی  داشت این اعتقاد را ترویج داد که اصل حقیقت دینی را تنها می‌توان از کتاب مقدس دریافت کرد این عقیدهٔ وی و آشنایی وی با اصول اصلی و تعالیم کلیسا باعث شد روز به روز بر پیروان مالاکان‌ها افزوده شود.
انشعاب مالاکان‌ها با شروع جنبش معنوی کلیسای دهقانان روسیه آغاز شد.   اوکلین پس از اینکه شور و هیجان خاصی  در میان مالاکان‌ها ایجاد کرد در جهت اعلام رسمی وجود گروه مالاکان‌ها طی حرکتی نمادین با هفتاد نفر از مالاکان‌ها سرودخوان وارد شهر تامبف (Tambov) شد. به  محض ورود این دسته به شهر همهٔ اعضای فرقه دستگیر شده و محض اطلاع سن پترزبورگ (پایتخت روسیه در آن زمان) به پایتخت انتقال داده شدند و طبق حکم ملکه کاترین به کلیسای ارتدکس تحویل داده شدند تا در صورت پافشاری بر عقایدشان با آن‌ها توسط کلیسا برخورد شود. پس از آن که در دادگاه اوکلین و سایر مالاکان‌ها به صورت رسمی عقاید خود را انکار کردند همگی آن‌ها بخشوده شدند اما طی سال‌های بعد به نشر مخفیانه عقاید خود  پرداختند و به خاطر  آن که مالاکان‌ها بر خلاف کلیسای ارتدکس به دور از اشرافیت‌گری بود و پیروانش نیز به‌طور کامل به کتاب مقدس و مسائل دینی آشنایی داشتند  و بسیاری از آن‌ها کتاب مقدس را از بر بودند، به سرعت قشری جمیع از مردم پیرو مالاکان‌ها شدند چنانکه هنگام مرگ اوکلین آمار دولتی تعداد مالاکان‌ها را ۵هزار نفر اعلام نموده است. این در حالی است که بسیاری از مالاکان‌ها از ترس خود را ارتدکس می‌نامیدند. زمانی که مالاکان‌ها به‌طور رسمی از اطاعت  کلیسای ارتدکس سر باز زدند کلیسای ارتدکس  سیستم مالاکان‌ها را به شدت تحت فشار قرار داد ولی  طی منشور صادر شدهٔ امپراتور روسیه در تاریخ ۲۲ ژوئیه ۱۸۰۵ مالاکان‌ها و بسیاری از گروه‌های مستقل از جمله دوخوبور (مبارزین روح) و سابوتینک‌ها  و استاندیست‌ها   دیگر در برههٔ کوتاهی بخشوده شدند.

### نام مالاکان
نام مالاکان در سال ۱۶۷۰ به خاطر بی‌توجهی این گروه به خوردن شیر در مراسم روزه مسیحیان توسط این گروه استفاده شد (شیر در روسی: moloko). البته طبق نظریه‌های جدید نام مالاکان از نام رود مالوکونیا (Molochnaya) در اوکراین امروزی است که مالاکان‌ها بار اول به اطراف ان تبعید شدند.

## دوران تبعید و شکنجه
بعد از به روی کار آمدن نیکلای اول که تأثیر تندروهای ارتدکس در دربار امپراتور روسیه زیاد شده بود مالاکان‌ها وبسیاری از جنبش‌های مذهبی مخالف کلیسای ارتدکس دوران سختی را گذراندند. ازار و شکنجه و تبعید در این دوره فعالیت گروه‌های مذهبی را محدود و محدودتر کرد و در این دوره به دستور دربار مالاکان‌ها از دریافت شناسنامه و سایر مدارک محروم شدند. و ارتدکس‌ها هرگونه تماس  با این گروه حرام و ممنوع اعلام نمودند.
فعالیت مالاکان‌ها  و نشر عقایدشان که بیشتر مورد علاقهٔ ضعفا و فقیران و حمایت کنندهٔ انان بود  باعث می‌شد که روز به روز مردم بسیاری مخصوصاً از طبقهٔ دهقانان و کارگران به این گروه متمایل شوند همچنین دوخوبورها وسابوتینک‌ها  نیز به سرعت در میان مردم عادی نفوذ می‌کردند. فعالیت روزافزون دوبوخورها و مالاکان‌ها کلیسای ارتدکس را بیشتر تحریک می‌کرد کلیسای ارتدکس که تأثیر فراوانی در دربار داشت و اشراف زادگان نیز به این کلیسا پایبند بودند  پس از آنکه تعداد ظرفداران مالاکانیزم به بیش از صدهه هزار نفر رسید دولت روسیه را به صورت غیر رسمی آن‌ها را به نقاط مختلف تبعید کرد و در سال ۱۸۳۰ به‌طور رسمی به پیشنهاد کلیسای ارتدکس آنهارا به مناطق کم جمعیت یا مسلمان‌نشین تبعید کرد تا مردمان ارتدکس را از حطر الوده شدن دور نگه دارد. حکم تبعید این فرقه‌ها در سال ۱۸۳۰ از ذربار گرفته شد. طبق این حکم مالاکان و دوبوخورها و سابوتینک‌ها  و استاندیست‌ها حق زندگی در جنوب روسیه را نداشتند و به مناطق جنوبی قفقاز تبعید شدند. از سال ۱۸۳۰ به بعد مالاکان از حاشیه محل سکونت مسیحیان ارتدکس به صورت قانونی خارج شدند. دولت مناطقی از سیبری و التای تفلیس، گنجه، ایروان، و باکو و سرحدات ایران و ترکیه را تبعیدگاه این گروه انتخاب کرد. مالاکان‌ها که بنا به عقایدشان مردم کاری بودند به سرعت در این مناطق تثبیت شدند.

## عقاید
مالاکان‌ها پایبند به اصول اخلاقی خود هستند و کتاب مقدس را کتاب مرجع قوانین خود میدانند ولی ابهاماتی نیز در این باره دارند در کل مالاکان‌ها را نمی‌توان به‌طور رسمی شبیه یک فرقهٔ مذهبی  دانست که از قبل در جهان مسیحیت وجود داشته یا دارد زیرا شریعت مالاکان‌ها قوانین زیادی دارد که آن‌ها را در مواردی شبیه یک فرقه و در موارد دیگر مخالف همان فرقه جلوه می‌دهد. به صورت کلی می‌توان شریعت آن‌ها را شبیه شریعت پیروان کلیسای مشایخی اسکاتلند دانست. البته مالاکان‌ها به دلیل سختگیری‌هایی که از بدو تشکیل تا به امروز همراه آن‌ها بوده‌است هیچگاه کلیسای رسمی نداشته‌اند تا شریعت آن‌ها را به‌طور کامل مشخص کند. قوانین آن‌ها را می‌توان قسمتی را مستقل وقسنتی دیگر را شالوده‌ای از  قوانین یهودیت و مسیحیت باستانی و اسلام و برخی جنبش‌های پروتستانیزم خواند که البته  با تغیرات خاص خودشان همراه است و در بسیاری موارد  مالاکان‌ها آزادی عمل در مقابل اعمال مختلف را به پیروانشان داده‌اند چرا که معتقدند منبع زمینی مستقلی نیست که همواره پویا باشد و در امورات جاری برای آن‌ها قانون مشخصی را نمایان کند. شاخصهٔ اعتقادات آن‌ها شامل موارد زیر است:
- مالاکان‌ها سلسه مراتب مشخص (کشیش، اسقف، کاردینال و ...) ندارند و جامعهٔ معنوی آن‌ها توسط چند شیوخی که به واسطهٔ تسلطشان بر کتاب مقدس و شرایع و درایتشان انتخاب می‌شوند اداره می‌شود.
- آن‌ها کتاب مقدس را حقیقت عینی میدانند و جدل در ان را به هر نحو ناشایست می‌دانند.
- به‌طور کلی اگر کسی مشکل شرعی خاصی داشته باشد با در میان گذاشتن ان با سایر مومنان مسلط به کتاب مقدس به جواب خود می‌رسد.
- احترام به تمثال‌ها و نقش‌ها را به هر شکل مصداق کفر و بت‌پرستی میدانند.
- می‌گساری و خوردن شراب حرام است.
- خوردن گوشت خوک حرام است.
- دست دادن با جنس مخالف نامحرم حرام است.
- اگر کسی به مشکلی برخورد که خودش در به وقوع پیوستن ان نقشی نداشته باشد بر پیروان واجب است که برای رفع مشکل او اقدام کنند.
- اگر یک مالاکان خلاف شریعت عمل کند ابتدا به صورت خصوصی نصیحت می‌شود و در صورت تکرار در میان سایرین توسط شیخ نصیحت می‌شود و در صورت تکرار توسط اعضا به مدت کوتاه طرد می‌شود و اگر باز فرد عاصی در عمل خود مصر باشد از جامعهٔ مالاکان‌ها اخراج می‌شود.
- آن‌ها معتقد به رعایت حجاب توسط زنان هستند و بی حجابی را گناه می‌دانند.
- تراشیدن ریش از نظر آن‌ها حرام است.
- الگوی مالاکان‌ها مسیحیان اولیه هستند.
- ازدواج زن مالاکان با مرد غیر مالاکان حرام است و اگر چنین شود ن مذکور از جامعه‌شان اخراج می‌شود و اصولاً با زن‌های غیر مالاکان هم ازدواج نمی‌کنند.
- به‌طور کلی در امور سیاسی دخالت نمی‌کنند.
- دخالت در امر نظامی را حرام می‌دانند.[۱][۳]

## مالکانیزم و تاثیرپذیری ان از پروتستانیزم و اسلام
مالاکان‌ها از کلیسای ارتدکس جدا شده‌اند. آن‌ها از پیشگامان پروتستانیزم در جهان  مسیحیت بوده‌اند. و بر بسیاری از جنسش‌ها پروتستان که از کلیسای کاتولیک جدا شده‌اند تأثیر گذاشته‌اند (از جمله پروتستان‌های تک خدایی که در اروپا و آمریکا وجود دارند). به‌طور کلی مالاکان‌ها پروتستان‌های جهان ارتدوکس هستند. بی شک با عقاید کشیش اریوس اشنایی داشته‌اند و به احتمال زیاد با عقاید اصلاحیون اسکاندیناوی و المان  از جمله مارتین لوتر و اولریش تسوینگلی و هاینریش بولینگر و جماعت مشایخی کلیسای اسکاتلند نیز آشنایی داشته‌اند. چنانکه بر آن‌ها نیز تأثیر گذاشته‌اند. انچه که مسلم است اسلام نیز تأثیراتی بر عقاید آن‌ها گذاشته است. چنانچه رگه‌هایی از قوانین اسلام نیز در ارای مالکان‌ها دیده می‌شود.

## پراکندگی مالاکان‌ها
مالاکان‌ها امروزه به صورت پراکنده  در سیبری و سایر نقاط روسیه و گرجستان زندگی می‌کنند.  ولی بیشتر آن‌ها در ارمنستان و جمهوری اذربایجان پراکنده شده‌اند. در خلال دههٔ ۱۹۱۰ نیز تعدادی از آن‌ها به ایالت‌های شمالی آمریکا مخصوصاً کالیفرنیا مهاجرت کرده‌اند.

### مالاکانها  در ارمنستان

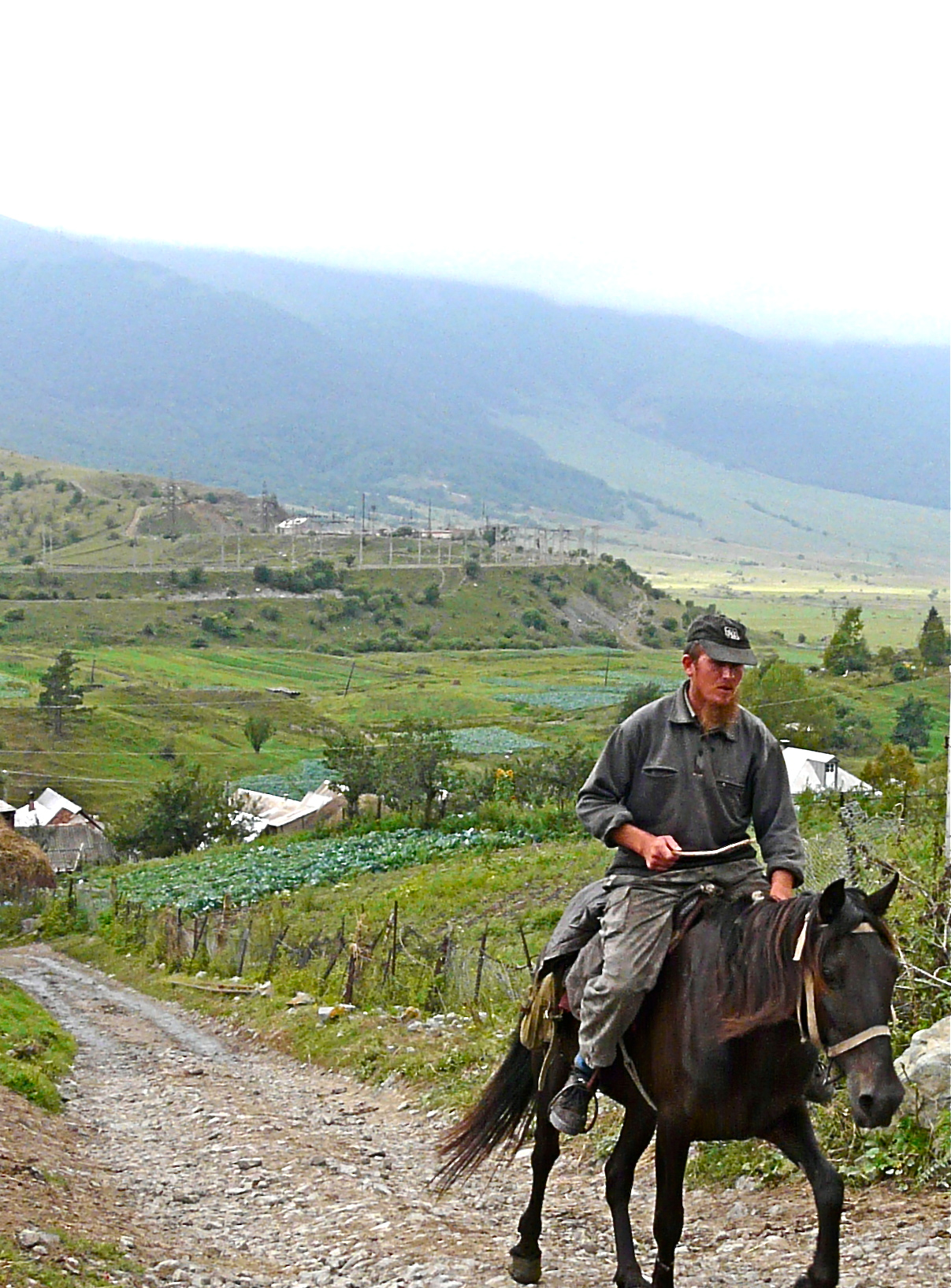
مالاکانی در ارمنستان (سپتامبر ۲۰۰۸)

با انکه ارمنستان جمعیت عظیمی از مالاکان‌ها دارد (حدود ۵۰ هزار نفر) اما به خاطر حاکمیت کلیسای ارمنی در کشور، مالاکان‌ها اجازهٔ ساخت کلیسا و نشر عقایدشان را ندارند و در سازمان‌های دولتی نیز استخدام نمی‌شوند سازمان ملل نیز از وضعیت مالاکان‌ها در این کشور گله‌مند است.

### مالاکانهای  ایران
مالاکان‌ها ی ایران که به «مالاکانهای روحی» مشهور بودند و از قرن نوزدهم و حتی قبل تر نیز در ایران ساکن بودند عمدتاً در دههٔ ۱۹۵۰ به آمریکا مهاجرت کردند.

### مالاکانهای  در جمهوری آذربایجان

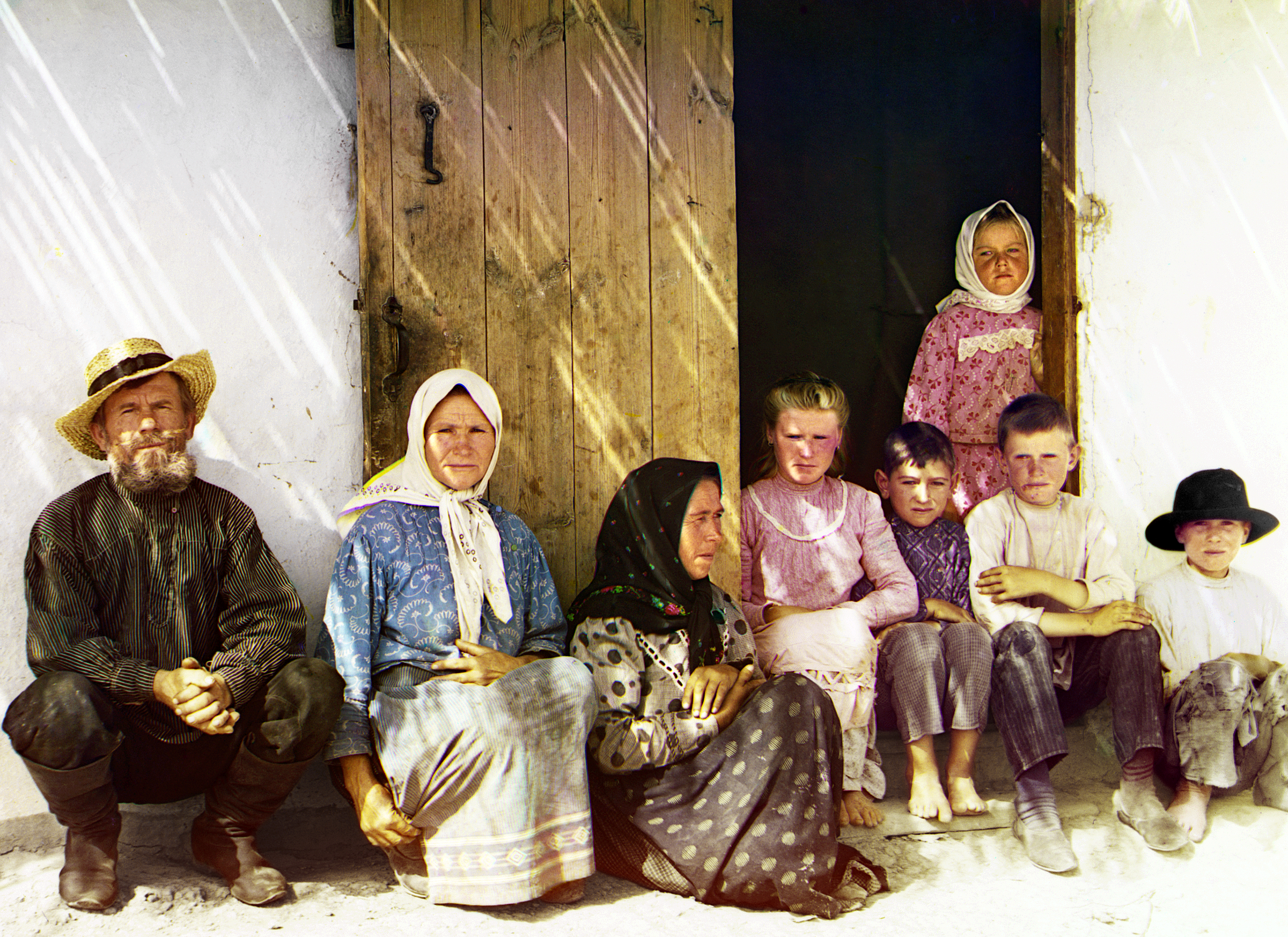
یک خانوادهٔ مالاکان در جمهوری آدربایجان، دشت مغان (۱۹۰۵-۱۹۱۵)

مالاکان‌های جمهوری آذربایجان بیشتر در استپ‌های دشت مغان ساکنند و دارای کلیسا و سازمان مستقل هستند.